# 전나연
전나연(1969년 6월 3일 ~ )은 대한민국의 배우이다.

## 연기 활동

### 드라마
• 현)2024~2025년kbs1일일드라마 
《결혼하자맹꽁아!》동창1역고정
・2025년(연극) 전쟁터의피크닉 (대빵부인역)
4.2일~6일 대학로물빛극장
・2024년(연극) 우동한그릇 (미숙역)
대학로민송아트홀
・2024년(낭독극) 다산아트홀
욕망이라는 이름의전차 (스텔라역)
・2023년(연극) 작은할머니 (귀분네역)
성수아트홀극장
- 2007년 Q채널 《살인자는 말한다》 - 송민자 역 (13회 : 치명적 유혹 편)
- 2007년 코미디TV 《선우재덕의 데미지》 - 안미연 역 (33회 : 내연녀가 내 집에 산다 편)
- 2008년 코미디TV 《신해철의 데미지》 - 최경숙 역 (52회 : 아파트의 여왕벌 편)
- 2013년 JTBC 《그녀의 신화》 - 가방 사는 손님 역

### 영화
- 1989년 《영구와 땡칠이》 - 옥분 역